# 维尔福德站
维尔福德站（荷蘭語：Station Vilvoorde）是比利时弗拉芒布拉班特省城市维尔福德的鐵路車站。该站于1835年启用，当今的车站大楼建于1882年，为新文艺复兴风格。

## 列车服务
该站提供以下列车服务：
- 城际列车 (IC-11) 班什 - 布赖讷勒孔特 - 哈勒 - 布鲁塞尔 - 梅赫伦 - 蒂伦豪特（周一至周五）
- 城际列车 (IC-11) 班什 - 布赖讷勒孔特 - 哈勒 - 布鲁塞尔 - 斯哈尔贝克（周末）
- 城际列车 (IC-22) 安特卫普 - 梅赫伦 - 布鲁塞尔
- 城际列车 (IC-31) 安特卫普 - 梅赫伦 - 布鲁塞尔（周一至周五）
- 城际列车 (IC-31) 安特卫普 - 梅赫伦 - 布鲁塞尔 - 尼韦勒 - 沙勒罗瓦（周末）
- 布鲁塞尔城市快铁（法语：Réseau express régional bruxellois） (S1) 安特卫普 - 梅赫伦 - 布鲁塞尔 - 滑铁卢 - 尼韦勒（周一至周五）
- 布鲁塞尔城市快铁 (S1) 安特卫普 - 梅赫伦 - 布鲁塞尔（周末）
- 布鲁塞尔城市快铁 (S4) 梅赫伦 - 梅罗德 - 埃特贝克 - 布鲁塞尔卢森堡 - 登德尔莱乌 - 阿尔斯特（周一至周五）
- 布鲁塞尔城市快铁 (S5) 梅赫伦 - 布鲁塞尔卢森堡 - 埃特贝克 - 哈勒 - 昂吉安 (- 赫拉尔兹贝亨)（周一至周五）
- 布鲁塞尔城市快铁 (S5) 梅赫伦 - 布鲁塞尔卢森堡 - 埃特贝克 - 哈勒（周末）
- 布鲁塞尔城市快铁 (S7) 维尔福德 - 梅罗德 - 哈勒（周一至周五）

## 图集

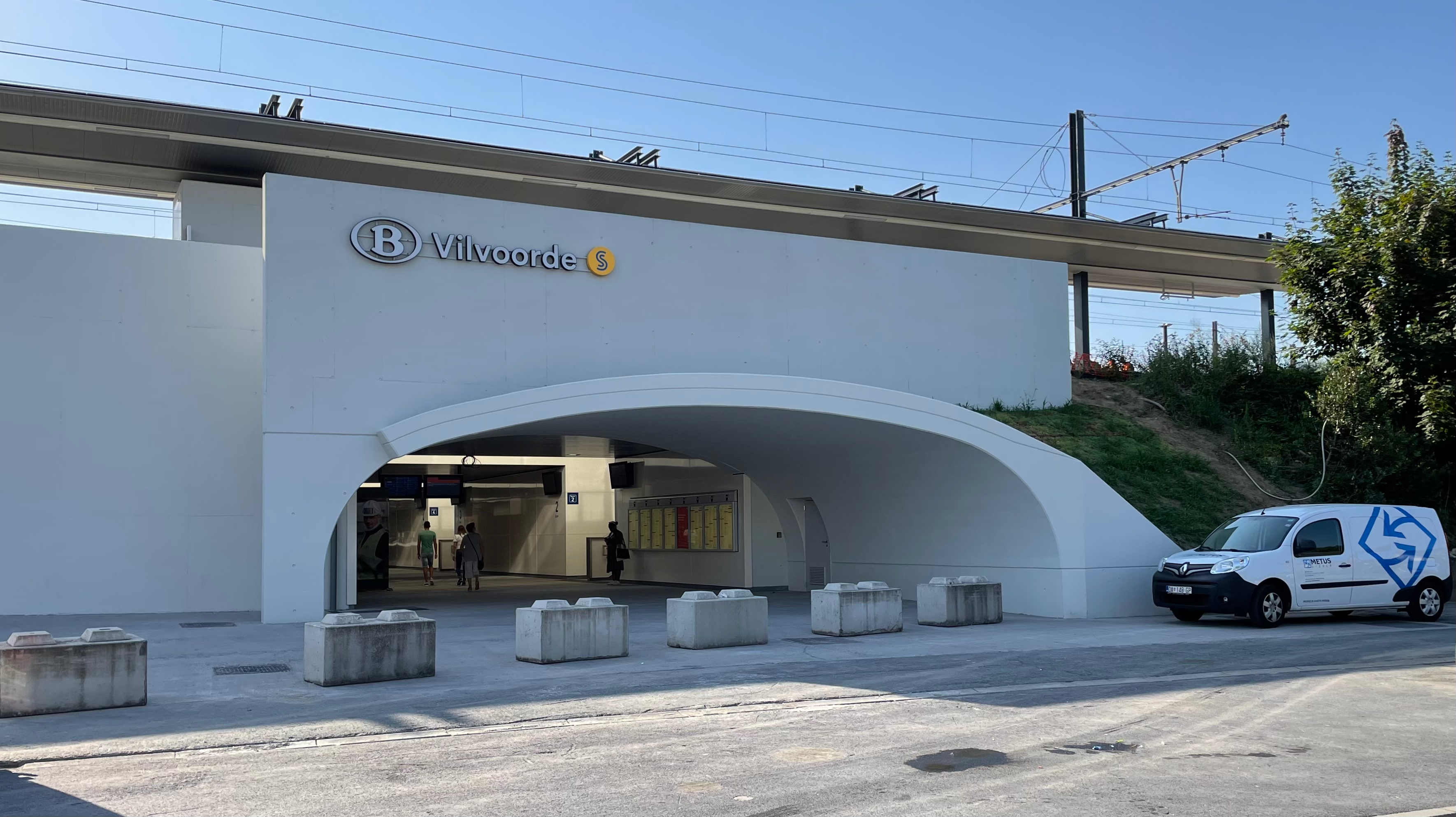
新通道
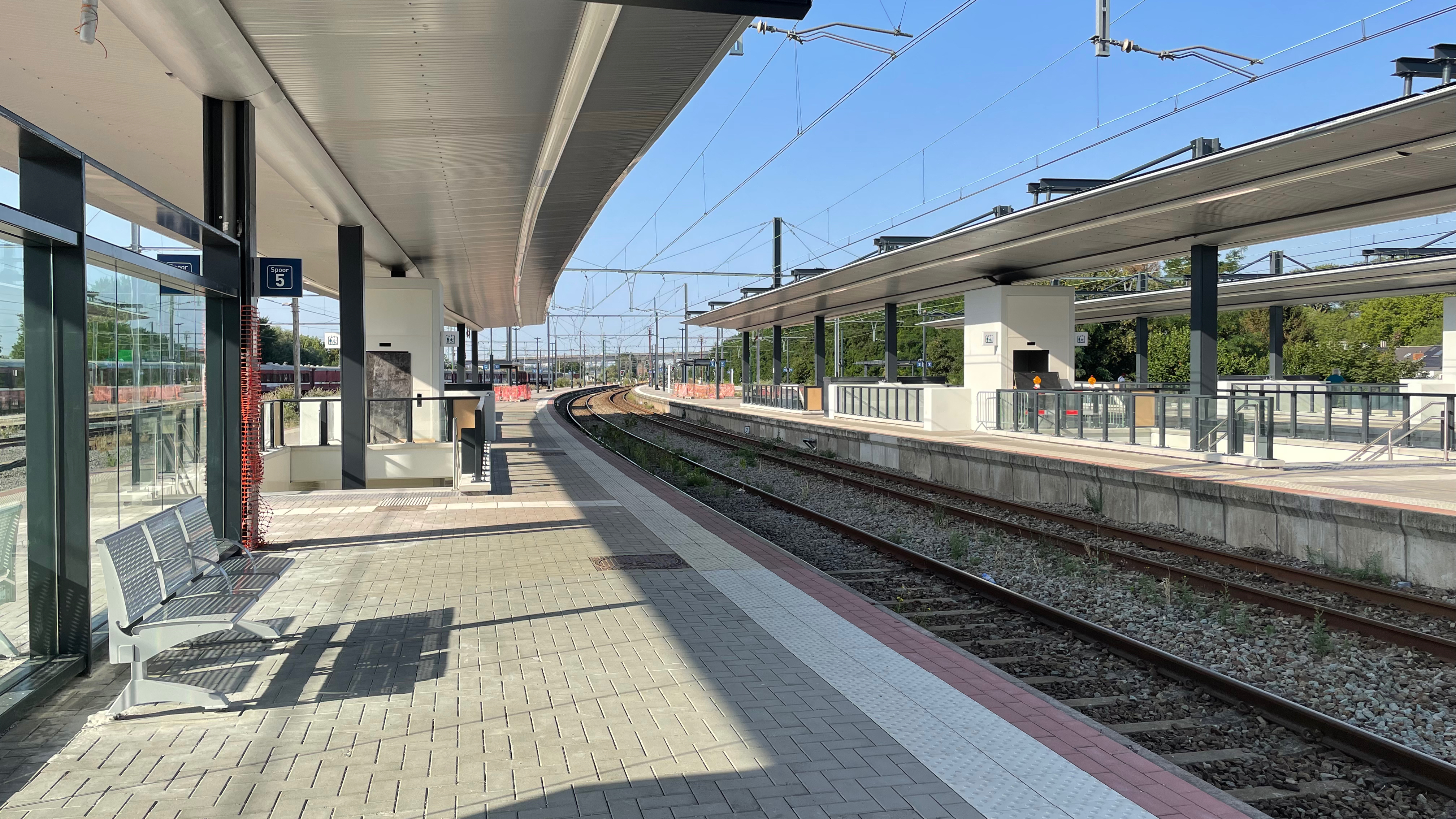
新站台
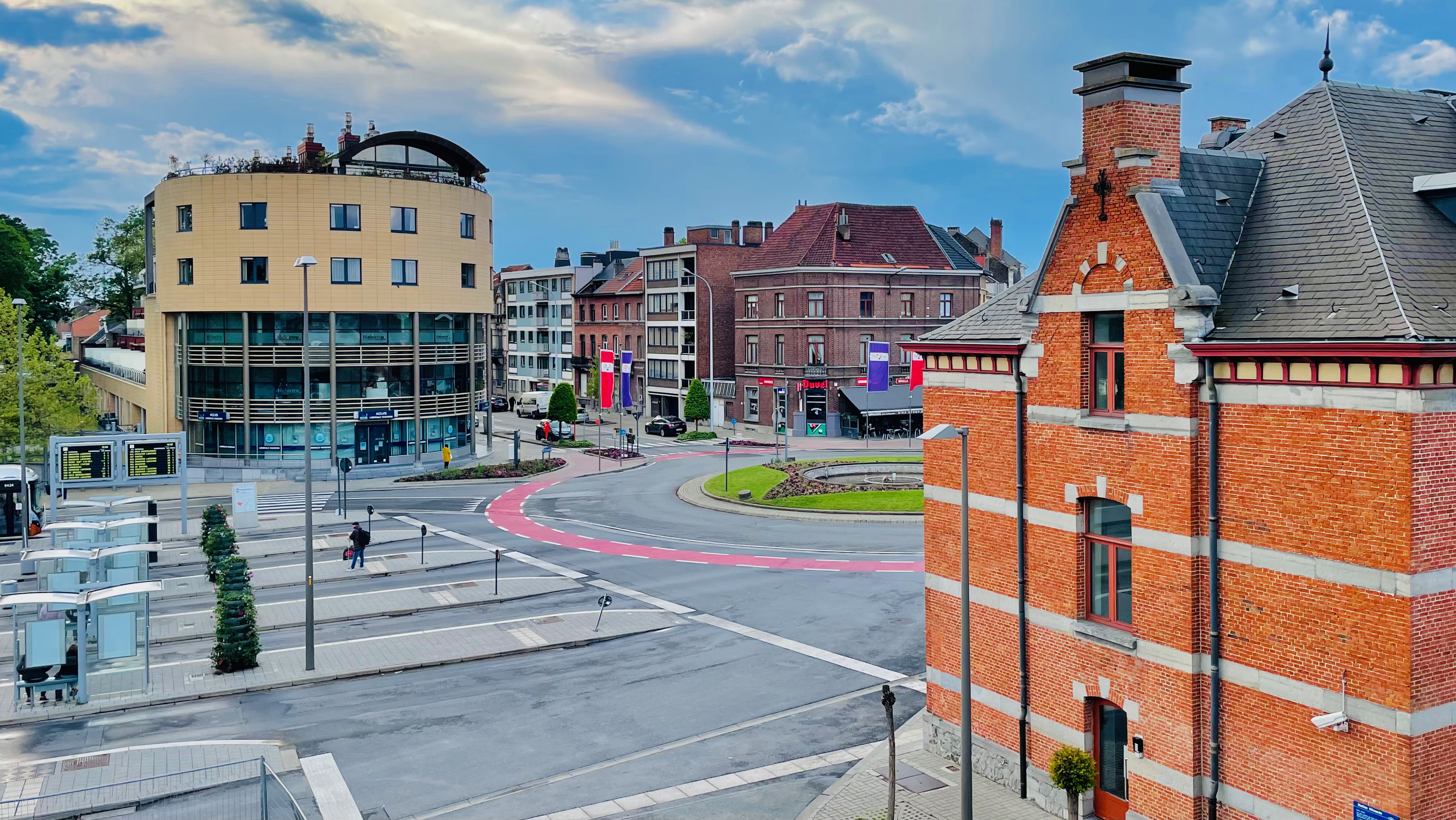
车站广场
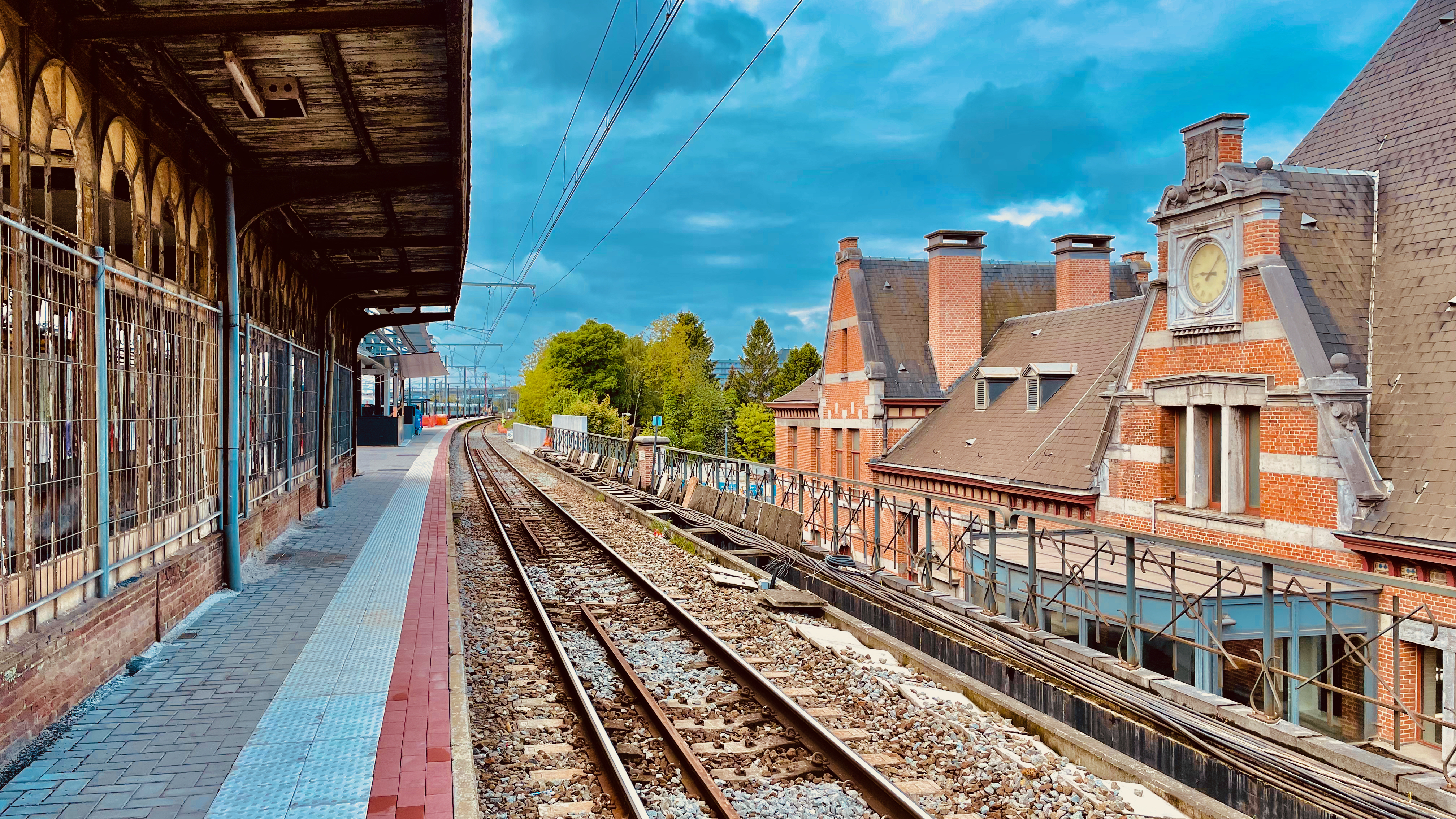
轨道